# Potencia de emergencia
Potencia de emergencia (WEP por sus siglas en inglés War Emergency Power) es el término estadounidense para las condiciones del acelerador en algunos aviones militares de la Segunda Guerra Mundial. Para su uso en situaciones de emergencia, producía más del 100% de la potencia normal del motor por un tiempo limitado, de alrededor de 5 minutos. Sistemas similares usados por fuerzas no estadounidenses son nombradas también como WEP, aunque probablemente no hayan sido del mismo período.

## Potencia de Emergencia en aviones de la Segunda Guerra Mundial
La potencia máxima normal está limitada por una parada mecánica, como un cable puesto en el tramo final del acelerador, pero un esfuerzo un poco mayor permite romper este seguro, dando un mayor rendimiento del motor. En servicio diario, el P-51H Mustang daba 1.380 hp, pero el WEP permitía que llegara a los 2.218 hp. El Vought F4U Corsair, originalmente no equipado con WEP, pudo incrementar en 410 hp (17%) cuando el WEP se activaba. Muchos y distintos métodos fueron usados por los ingenieros para aumentar la potencia, como la inyección de agua y la inyección de metanol y agua. Algunos de los primeros motores simplemente permitían que el acelerador se abriera más de lo normal, dando paso a una mayor cantidad de aire que entrara a los cilindros. Todos los métodos de WEP que dieran de resultado una potencia "mejor de lo normal" reducían la vida útil del motor. Para algunos aviones, como el P-51, el uso del WEP requería que el avión fuera inspeccionado antes de poder volver a volar.
El sistema Alemán MW-50 requería conductos adicionales y un tanque de almacenamiento, aumentando el peso total de la aeronave. Como otras técnicas de incremento de potencia, el MW50 estaba restringido por la capacidad y la temperatura del motor, y solo podía usarse por tiempo limitado. El sistema de inyección de óxido nitroso GM 1 usado por la Luftwaffe, proveía del extremo beneficio de un aumento de 25 a 30 por ciento, pero requería enfriamiento en tierra y aumentaba significativamente el peso.

## Tiempos modernos
Tal vez la característica más dramática de WEP fue encontrada en el Jet de combate MiG-21bis. Esta última variante del conocido caza soviético fue construida como substituto para contraatacar a los nuevos y mejores cazas F-16 y F/A-18 hasta que la nueva generación de MiG-29 fuera puesta en servicio.
El MIG-21bis recibió el mejorado motor Tumanski R-25, que daba un empuje de 42kN en condiciones normales y 65kN en condiciones forzadas, el cual seguía conteniendo las condiciones de poder anteriores, pero con un nuevo sistema mejorado de postcombustión. Con el uso de este régimen proveía de 96kN de empuje por no más de 3 minutos, igualando en ese tiempo las características del F-16.

## Potencia de emergencia en vehículos de superficie
Algunos vehículos militares modernos también emplean características WEP. Los EFV (Vehículo de Expedición y Combate en inglés) usan motores diésel de 12 cilindros y 1200 hp diseñados por la compañía Alemana MTU. Cuando el EFV hunde su planta de poder puede llegar a producir hasta 2700 hp por un circuito abierto de enfriamiento por agua de mar. Esas condiciones de extremas de poder permiten al motor MTU alcanzar hasta 35 nudos.

## Sistemas de Potencia de Emergencia
- Inyección de agua (Americano)
- MW-50 (Methanol-Water 50%) (Alemán)
- GM 1 ((Göring Mischung 1) (Injeccion de óxido nitroso) (Alemán)
- Forsazh (Ruso)